# San Juan (parroquia de Puebloviejo)
Parroquia San Juan es una localidad y parroquia rural de la provincia ecuatoriana de Los Ríos, jurisdicción del cantón Puebloviejo. La Parroquia San Juan está ubicada a 22 km de la capital provincial de los Ríos y en medio de importantes vías de comunicación como: la vía panamericana que la divide en su punto central, la carretera Puebloviejo - Ventanas, Quevedo y Santo Domingo. La parroquia tiene una población de 21.768 habitantes; el 62% habita en el área urbana y el 38% en el área rural. El 65% de su población es menor de 30 años de edad. Tiene aproximadamente 70 localidades entre recintos, grandes haciendas y caserías. Obtuvo el estado de parroquia el 17 de noviembre de 1846

## Toponimia
El primer San Juan se relaciona con la hacienda, por cuanto un hijo de los propietarios se llamaba Juan, el segundo por pertenecer a la parroquia Juana de Oro del cantón Baba, provincia del Guayas, la que en el año 1530 fue arrasada por un voraz incendio que no dejó una sola vivienda, en el mismo lugar donde hoy se asienta la Isla de Bejucal.

## Historia
La parroquia San Juan es parte del cantón Puebloviejo, constituyendo desde su inicio al desarrollo del sector agrícola. Estas tierras fértiles fueron parte de la “Pepa de Oro”. San Juan se constituye en parroquia luego de un proceso de consolidación de la Hacienda como institución. En el año 1774, la corona española decretó la libre comercialización con el virreinato de Nueva España; esto facilitó la expansión de la actividad cacaotera, de la libertad de comercialización que estimuló al sector y obviamente generó el desarrollo de la hacienda como institución colonial, que devino en la constitución de parroquia.

## Geografía

### Clima
La variable predominante en la parroquia San Juan en lo que respecta a clima, es la Tropical mega térmico semi-húmedo, presente en casi todo el territorio, con una temperatura promedio de entre 24 y 26, y con precipitaciones hasta donde se puede revisar en registros iba.

### Límites parroquiales de San Juan
| Noroeste: Puebloviejo     | Norte: Puebloviejo | Noreste: Puebloviejo |
| Oeste: Isla de Bejucal    |                    | Este: Catarama       |
| Suroeste: Isla de Bejucal | Sur: Pimocha       | Sureste: Pimocha     |

## Administración
La parroquia San Juan cuenta con una estructura organizacional de tipo democrática donde su máximo representante es el presidente del gobierno parroquial, vicepresidente, tesorero – secretario y seguido de vocales principales y suplentes respectivamente.

## Economía
Entre los ejes económicos de San Juan resalta la inversión de las grandes empresas nacionales y transnacionales asentadas en la ciudad para comercializar los productos para el cultivo y materiales para el procesamiento del banano además de instalación de tiendas de abastos mayoristas, gran cantidad de almacenes electrodomésticos y mueblería de farmacias, lubricadoras, carnicerías y comerciantes dedicados a la comercialización de productos agrícolas como el cacao, maíz, arroz, soya, lo cual genera empleo y mano de obra. La población de la parroquia San Juan cuenta con centros educativos y de salud.

## Transporte

### Carreteras
El principal eje vial de San Juan es la carretera E25 o Troncal de la Costa.
| Escudo | Número | Nombre              | Ruta                          |
| ------ | ------ | ------------------- | ----------------------------- |
|        | E25    | Troncal de la Costa | Quevedo - San Juan - Babahoyo |

Otra vía de importancia es la carretera E484
| Escudo | Número | Nombre                           | Ruta                          |
| ------ | ------ | -------------------------------- | ----------------------------- |
|        | E484   | Vía Colectora Palestina-San Juan | Palestina - Vinces - San Juan |

## Lugares de interés
Principales barrios

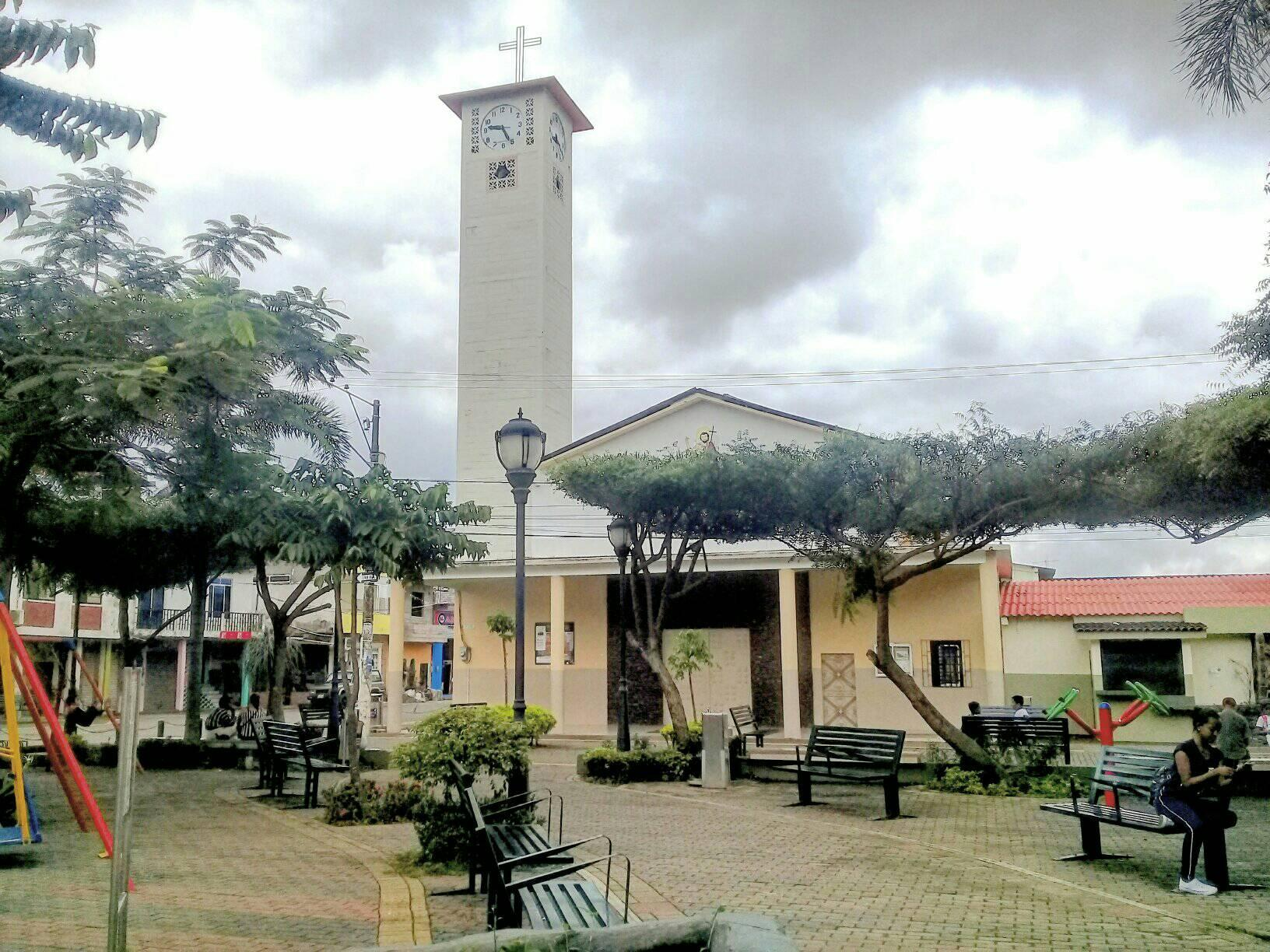
Iglesia de San Juan Bautista, patrono de San Juan

Barrio norte, barrio sur, barrio central, ciudadela los ficus, ciudadela el cañar, ciudadela 5 de junio 
Iglesia de San Juan
Es un edificio de la Iglesia católica donde se realizan misas, bautizos, etc
Biblioteca Municipal Isabel Herreria
A cargo de la Bibliotecaria Johanna Carrasco con 20 años de labor (2016), que cuenta con 2500 textos que han sido donados. Se encuentra ubicada en la parte sur oeste de la Av. Aurora Estada.
Instituciones financieras
- Banco Pichincha

## Centros poblados

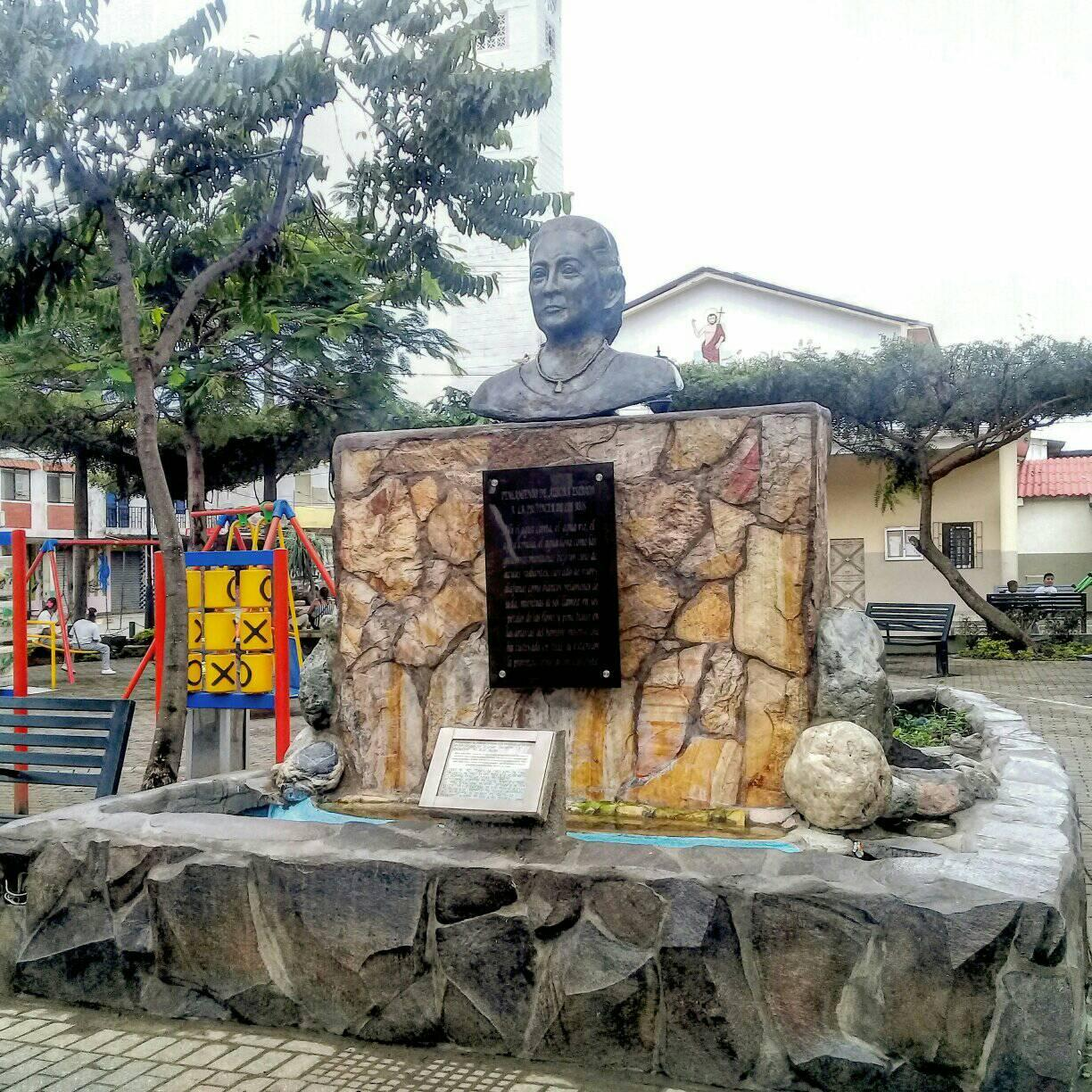
Monumento a Aurora Estrada y Ayala.

Actualmente la parroquia San Juan cuenta con diferentes recintos y centros poblados que se detallan a continuación.
- Barraganete
- Casa de Tejas
- Casa Quemada
- Cristo del Consuelo
- La Felícita
- La Pitaya
- Las Casitas
- Las Cruces
- Loma de Paja
- Los Troncos
- Los Valsares
- San Juan de Juana de Oro (cabecera parroquial)
- Victoria del Norte

## Fiestas
Fiestas: del 10 al 17 de noviembre 
Normalmente tiene una duración de 8 días, pudiendo haber una ligera variación año a año, en cuanto a eventos  y tiempo de duración 
Patronales: Son en honor a San Juan Bautista, los días 23 y 24 de junio
Ferias: Sábados y domingos y en épocas de fiestas.
- Datos: Q61337220